# Nesiarch
Der Nesiarch(os) war ein Funktionsträger des Nesiotenbundes. Er wurde zunächst von Antigonos I. Monophthalmos, später von ptolemäischen Herrschern eingesetzt und fungierte als eine Art Inselfürst. So führte er, beraten von einer Ratsversammlung (synhédrion), die Geschäfte des Bundes. Drei Nesiarchen sind namentlich bekannt: Apollodor (vor 286 v. Chr.), Bakchon aus Böotien (um 280 v. Chr.) und Hermeias von Halikarnassos (um 268 v. Chr.).